# Eucera lunata
Eucera lunata är en biart som först beskrevs av Timberlake 1969.  Eucera lunata ingår i släktet långhornsbin, och familjen långtungebin. Inga underarter finns listade i Catalogue of Life.